# Visconde do Gerês
Visconde do Gerês foi um título nobiliárquico criado por decreto de 28 de agosto de 1886, do rei D. Luís I de Portugal, a favor de Guilherme José de Barros.

## Biografia
Guilherme José de Barros, proprietário que residiu em Cametá, no Pará (Brasil), casou com uma senhora brasileira de quem teve uma filha, D. Benedita Lopes de Barros.